# دالي ماكبرايد
دالي ماكبرايد (بالإنجليزية: Dale McBride)‏ هو مغن مؤلف أمريكي، ولد في 18 ديسمبر 1936، وتوفي في 30 نوفمبر 1992.

## وصلات خارجية
- الموقع الرسمي